# Flickan och motorcykeln
Flickan och motorcykeln (engelska: The Girl on a Motorcycle) är en brittisk-fransk romantikfilm från 1968 i regi av Jack Cardiff.
Filmen är baserad på André Pieyre de Mandiarguess roman  Motorcykeln.

## Rollista i urval
- Marianne Faithfull - Rebecca
- Alain Delon - Daniel
- Marius Goring - Rebeccas far
- Catherine Jourdan - Catherine
- Jacques Marin - bensinstationsföreståndaren
- André Maranne - chefstullofficeren
- Arnold Diamond - tullofficerare